# Zum Rudolph-See und Stephanie-See
Zum Rudolph-See und Stephanie-See (abreviado Rudolph- Stephanie-See) es un libro con ilustraciones y descripciones botánicas que fue escrito por el oficial naval y explorador austriaco Ludwig von Höhnel y publicado en Viena en 30 partes en los años 1891-1892.

## Publicación
- lieferung 1-3, pg. 1-96, Dec 1891;
- lieferung 4-6, pg. 97-176, Feb 1892;
- lieferung 7-8, pg. 177-240, Mar 1892;
- lieferung 9-13, pg. 241-400, May 1892;
- lieferung 14-17, pg. 401-528, Jul 1892;
- lieferung 18-19, pg. 529-592, Aug 1892;
- lieferung 20-24, pg. 593-752, Oct 1892;
- lieferung 25-30, pg. 753-877, Dec 1892